# تشارلز ويب (كاتب)
تشارلز ويب (بالإنجليزية: Charles Webb)‏ (و. 1939  م) هو كاتب، وروائي، وكاتب سيناريو أمريكي، ولد في سان فرانسيسكو.

## التعليم
تعلم في كلية ويليامز.

## أعمال بارزة
من أهم أعماله:
- الخريج.

## وصلات خارجية
- تشارلز ويب على موقع IMDb (الإنجليزية)
- تشارلز ويب على موقع قاعدة بيانات برودواي على الإنترنت (الإنجليزية)
- تشارلز ويب على موقع إن إن دي بي (الإنجليزية)
- تشارلز ويب على موقع قاعدة بيانات الفيلم (الإنجليزية)
- تشارلز ويب في قاعدة بيانات الأفلام على الإنترنت